# Conrado (Miguel Pereira)
Conrado é o 3º Distrito do município de Miguel Pereira, no estado do Rio de Janeiro, no Brasil. Fazem parte deste distrito, além da povoação de Conrado propriamente dita, as localidades de Arcádia, Santa Branca, Mangueiras e Paes Leme. Localizado a cerca de 20 quilômetros da sede municipal e 95 quilômetros do Rio de Janeiro, o distrito tem uma população de 1 983 moradores, segundo dados do Censo brasileiro de 2010. O distrito apresenta características rurais com muitos sítios, pastos e uma grande área verde. Cortado pelo caudaloso rio Santana, o distrito possui belas cachoeiras nas localidades de Santa Branca e Mangueiras, além de riachos e de uma fauna rica e bela.
É também pelo distrito de Conrado que os moradores de Miguel Pereira acedem, cruzando o limite municipal de Japeri, à metrópole do Rio de Janeiro.

## História
O nome do distrito deve-se ao coronel do Corpo Imperial de Engenheiros Conrado Jacob Niemeyer, que, em 1842, assumiu a empreitada das obras de calçamento e a manutenção da antiga Estrada do Comércio que passava pela serra do Tinguá  em Nova Iguaçu. Parte de Conrado e de Arcádia pertenciam a Nova Iguaçu no século XIX.
Ao conhecer a região, o coronel engenheiro Conrado Niemeyer encantou-se com sua beleza e resolveu mudar-se para lá com a família. Foi no alto da serra do Tinguá que, em 1842, nasceu seu neto homônimo, que viria a ser o fundador do Clube de Engenharia do Rio de Janeiro e o construtor da avenida Niemeyer e da igreja de São Conrado no Rio de Janeiro
A povoação cresceu em torno do outeiro de uma igreja inaugurada em 1901, formada principalmente por imigrantes italianos e famílias negras descendentes de escravos que foram trabalhar nas lavouras de café. A igreja possui a imagem de Santana e o sino que estavam na igreja matriz de Santana das Palmeiras, povoação da serra do Tinguá que foi abandonada no final do século XIX.
O distrito de Conrado pertenceu a Vassouras até 1988, quando foi, então, integrado a Miguel Pereira.